# لی چانگ هو
لی چانگ هو (کره‌ای: 이창호؛ زادهٔ ۲۹ ژوئیه ۱۹۷۵) بازیکن گو اهل کره جنوبی با رده‌بندی دان ۹ است.

## زندگی‌نامه
لی در جون‌جو، استان جولا شمالی، کره جنوبی به دنیا آمد. او در سال ۱۹۸۶ و در سن ۱۱ سالگی به‌طور حرفه‌ای وارد دنیای گو شد. تا اوایل دهه ۱۹۹۰، شروع به کسب عناوینی کرد که معلمش، چو هون هیون، قبلاً آن‌ها را برده بود. در سال ۱۹۹۲، لی اولین عنوان بین‌المللی خود، یعنی سومین جام تونگ یانگ را به دست آورد. لی تمام تورنمنت‌های بین‌المللی گو را حداقل دو بار برده است، به جز جام جهانی‌های اوزا و اینگ که به ترتیب هر دو سال و چهار سال یک‌بار برگزار می‌شوند. در سال ۲۰۰۶، لی برای یازدهمین سال پیاپی عنوان وانگ‌وی را به دست آورد.